# Мовийи
Мовийи́ (фр. Mauvilly) — коммуна во Франции, находится в регионе Бургундия. Департамент коммуны — Кот-д’Ор. Входит в состав кантона Энье-ле-Дюк. Округ коммуны — Монбар.
Код INSEE коммуны — 21396.

## Население
Население коммуны на 2010 год составляло 73 человека.
| 1962 | 1968 | 1975 | 1982 | 1990 | 1999 | 2010 |
| ---- | ---- | ---- | ---- | ---- | ---- | ---- |
| 116  | 94   | 73   | 70   | 77   | 91   | 73   |

## Экономика
В 2010 году среди 50 человек трудоспособного возраста (15—64 лет) 36 были экономически активными, 14 — неактивными (показатель активности — 72,0 %, в 1999 году было 67,7 %). Из 36 активных жителей работали 36 человек (25 мужчин и 11 женщин), безработных не было. Среди 14 неактивных 3 человека были учениками или студентами, 6 — пенсионерами, 5 были неактивными по другим причинам.